# Liste des sous-espèces de tigres
Une sous-espèce de Tigres est un groupe d’individus dont les caractéristiques morphologiques et géographiques sont différentes du Tigre de référence Panthera tigris tigris. On compte actuellement neuf sous-espèces de Tigres, la dernière décrite étant le Tigre de Malaisie (Panthera tigris jacksoni) en 2004.
De nombreuses recherches sont menées afin d'établir des plans de sauvegarde adaptés. Plusieurs modèles alternatifs, proposant un nombre de sous-espèces plus faible, ont été proposés.

## Descriptions

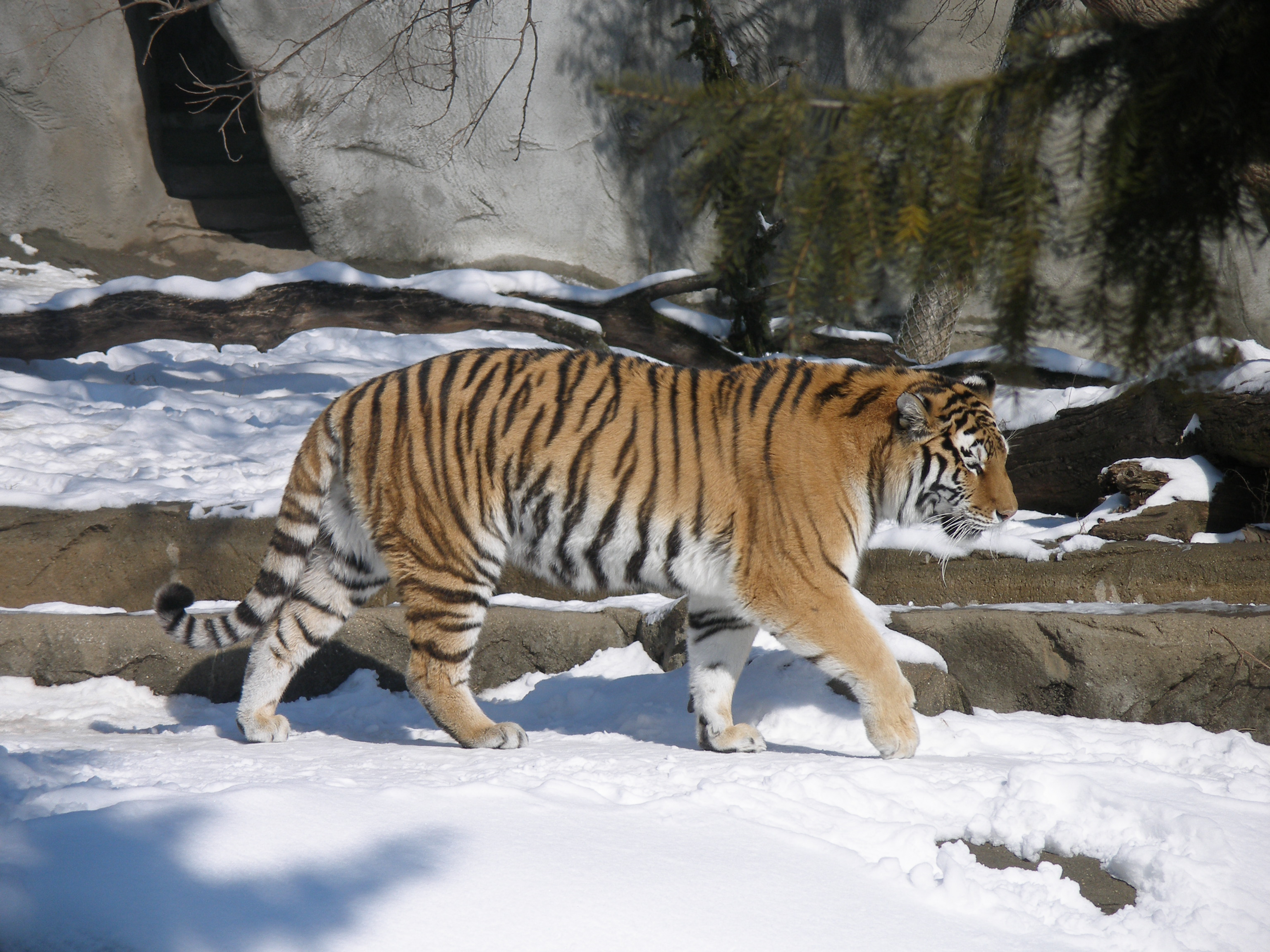
Tigre de Sibérie

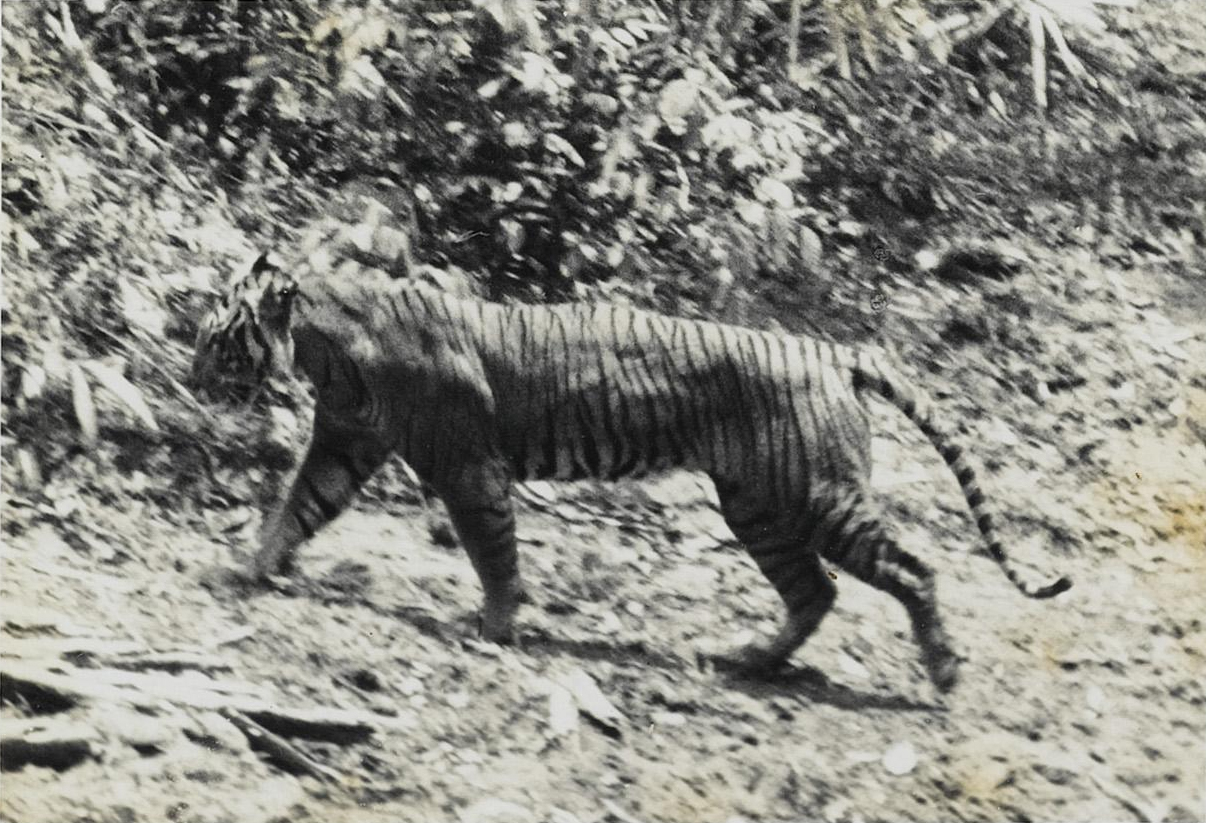
Tigre de Java

Les neuf sous-espèces présentées ici sont celles reconnues par l'UICN. On compte actuellement trois sous-espèces éteintes.
- Tigre de Sibérie Panthera tigris altaica : c'est le plus grand des Tigres. Sa robe est pâle avec des rayures plus brunes que noires. Les mâles ont souvent un épais collier de poils blancs autour du cou. Ses populations s'étendent sur la Mandchourie, le Nord-Est de la Chine, la Russie et peut-être la Corée du Nord.
- Tigre de Chine méridionale Panthera tigris amoyensis : De taille assez compacte, ses rayures sont très espacées, courtes et larges. Sous-espèce en danger critique d'extinction, on trouve les derniers Tigres chinois dans une réserve du sud de la Chine. Il fut déclaré « nuisible » par Mao Zedong ce qui précipita son déclin. Le gouvernement chinois tente de sauver les derniers spécimens.
- Tigre de Bali † Panthera tigris balica : ressemblant au Tigre de Sumatra, il était très méconnu au moment de sa disparition, au début des années 1930. On ne le trouvait que sur l'île de Bali.
- Tigre d'Indochine Panthera tigris corbetti : assez petit, sa robe est de couleur foncée, avec des rayures plus fines et plus nombreuses que le Tigre du Bengale. Les marques blanches sont plus prononcées. Son aire de répartition couvre la Thaïlande mais aussi le sud de la Chine, le Cambodge, le Myanmar, le Laos, le Viêt Nam.
- Tigre de Malaisie Panthera tigris jacksoni : sous-espèce décrite en 2004, elle ressemble au Tigre d'Indochine et vit en Malaisie.
- Tigre de Java † Panthera tigris sondaica : sous-espèce éteinte, le dernier tigre de Java a été aperçu en 1972 et il a probablement disparu dans les années 1980, à la suite de la production intensive de teck. Il ressemblait au tigre de Sumatra et ne se rencontrait que sur l'île de Java.
- Tigre de Sumatra Panthera tigris sumatrae : c'est la plus petite sous-espèce de Tigres encore vivante. La robe est très foncée, le blanc de l'abdomen est moins étendu, et les rayures sont doubles, fines et très serrées. Les mâles ont la particularité de posséder un col de fourrure épaisse autour du cou. Il n'est présent que sur l'île de Sumatra.
- Tigre du Bengale Panthera tigris tigris : il a des rayures assez espacées sur fond brun orangé. On le trouve principalement en Inde, mais aussi au Bangladesh, au Bhoutan, au Népal, à l'ouest du Myanmar et dans le sud de la Chine. C'est la sous-espèce la plus répandue.
- Tigre de la Caspienne † Panthera tigris virgata : sous-espèce éteinte dans les années 1970, ce Tigre était de grande taille, avec un ventre blanc et sa tête possédait une longue collerette. Les territoires des Tigres de la Caspienne s'étendaient sur l'Afghanistan, l'Iran, la Turquie, la Mongolie, et le centre de la Russie.

## Une classification en évolution

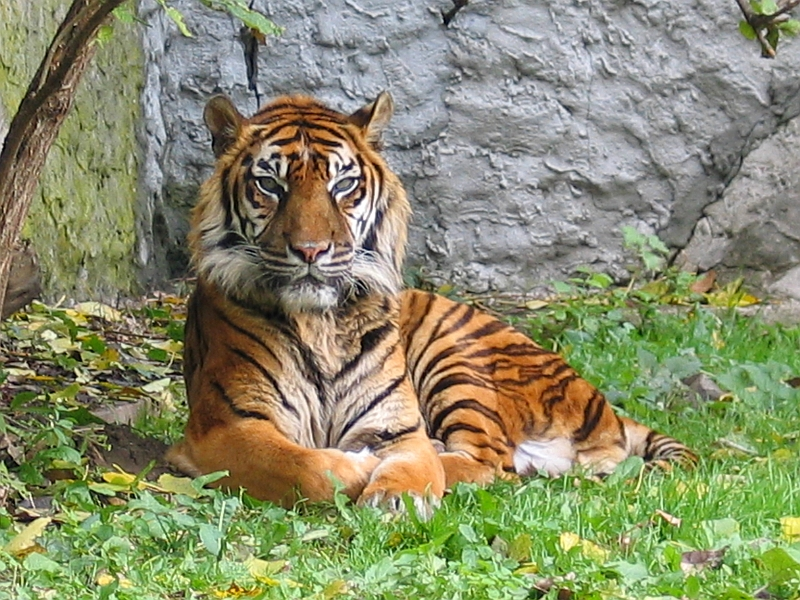
Le statut du tigre de Sumatra est ambigu : sous-espèce à part entière ou mélange de deux ?

### Anciennes classifications et théories
La première description du Tigre a été publiée par Linné en 1758 dans son livre Systema Naturae ; il décrivit en même temps la sous-espèce du Bengale (Panthera tigris tigris) et au cours des siècles suivants, sept autres sous-espèces furent proposées, la dernière étant le Tigre d'Indochine (Panthera tigris corbetti) en 1968. Cependant, la dénomination de celles-ci s'est souvent faite au vu d'un unique individu et ne prenait pas en compte la variabilité naturelle des populations.[réf. souhaitée]
Les recherches sur les sous-espèces de Tigres se poursuivent afin d'établir des plans de sauvegarde les plus adaptés possible : en effet, s'il est démontré qu'une sous-espèce de Tigres est la même qu'une autre, alors on pourrait tenter des reproductions en captivité entre elles pour renforcer le bagage génétique de celle des deux qui est la plus en danger, ou réintroduire des populations qui appartenaient à une sous-espèce qu'on croyait disparue (comme le tigre de la Caspienne). Les recherches se fondent sur l'étude des fossiles de Tigres, sur des comparaisons morphologiques (disposition et nombre de rayures, dimensions des crânes) et génétiques ; elles sont d'autant plus difficiles que les spécimens en possession des muséums sont souvent en mauvais état et mal répertoriés.
Plusieurs anciens modèles avaient proposer de diminuer le nombre de sous-espèces, consistant à séparer les Tigres continentaux (tigre de Sibérie, du Bengale, de Chine, d'Indochine et de la Caspienne) des tigres insulaires (tigres de Java, de Bali et de Sumatra), :
- Modèle 1
  - On considère dans ce modèle qu'il n'existe pas de sous-espèce de Tigres.
- Modèle 2
  - Panthera tigris tigris : Le Tigre qui vit sur le continent. Il se caractérise par une taille et un poids plus grand, une couleur plutôt claire et un nombre de rayures le plus souvent inférieur à 27.
  - Panthera tigris sondaica : Cette sous-espèce regroupe les tigres des îles de la Sonde (Tigre de Sumatra, de Java et de Bali). Ils ont une robe plus foncée avec des rayures plus nombreuses et sont également les plus petits Tigres d'Asie.
- Modèle 3
  - Panthera tigris tigris : idem deuxième modèle. Certaines populations du Tigre de Sumatra sont incluses dans cette sous-espèce.
  - Panthera tigris sondaica : idem deuxième modèle. Seules quelques populations de Tigres de Sumatra en font partie.
  - Panthera tigris virgata : cette sous-espèce regroupe les Tigres d'Asie du Sud-Ouest. Assez grands, leur fourrure est en général plus longue et plus rayée que Panthera tigris tigris.

Ces modèles s'appuient sur le fait que la classification actuelle ne prend pas en compte la distribution clinale d'axe nord-sud des populations de Tigres. De plus, on considère à présent que les Tigres ont un niveau de mobilité élevé qui préserve les populations de l'isolement (et donc de la mise en place de sous-espèce). Le Tigre étant un excellent nageur et globe-trotteur, capable de survivre dans des habitats très variés, les déserts et une éventuelle compétition avec le lion représentent les limites naturelles de son expansion. Par exemple, une étude menée en 1971 sur des fossiles de Tigres de Java datant du Pléistocène révèle que l'évolution locale de cette sous-espèce a été perturbée par l'arrivée de Tigres plus imposants, probablement venus du continent asiatique.
Une étude menée sur la robe des Tigres et sur la biométrie du crâne a fait ressortir des différences entre les individus étudiés, mais n'avait pas validé le modèle à huit sous-espèces.

### Données génétiques récentes et phylogenèse

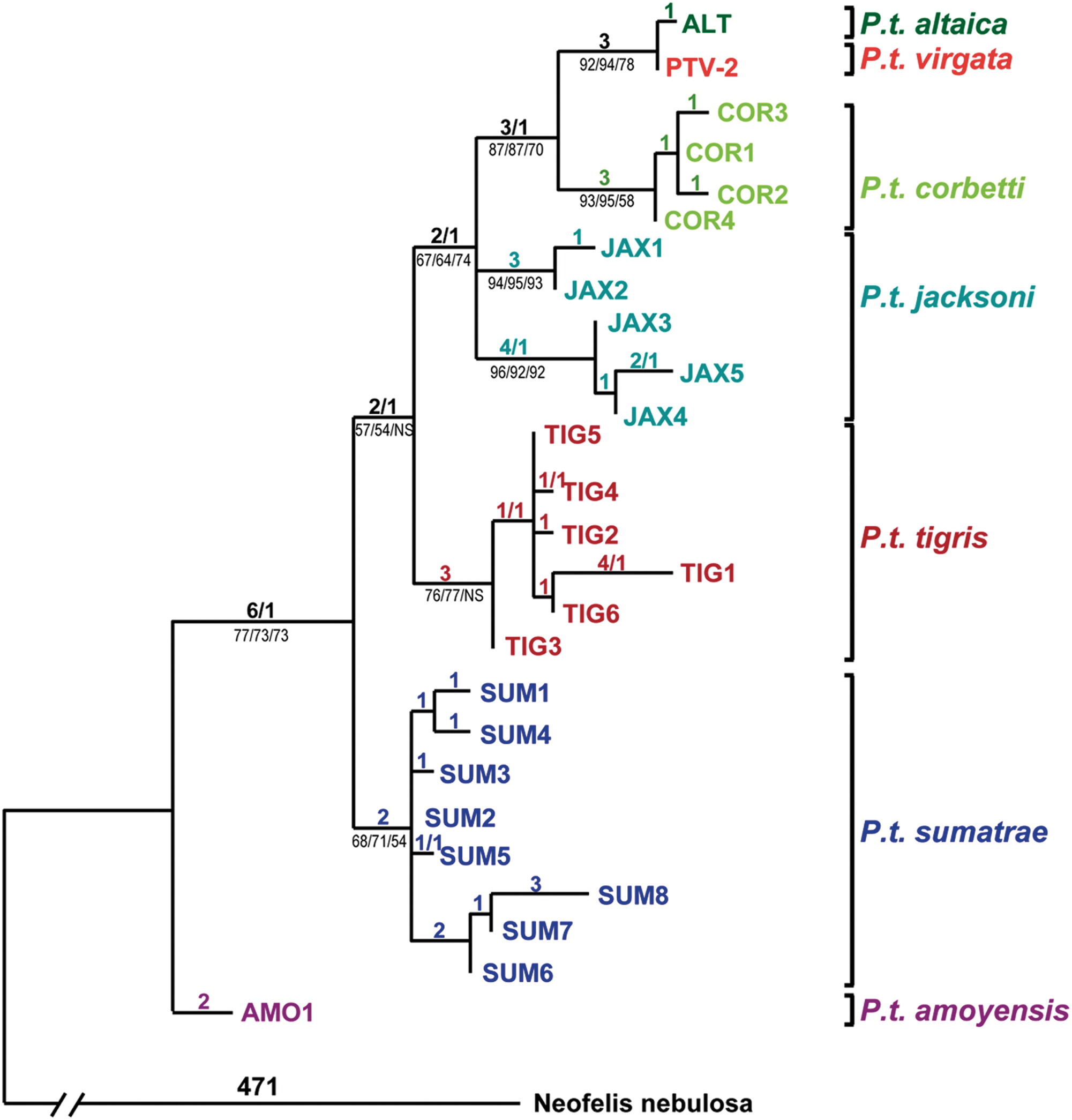
Arbre phylogénétique des populations de tigres avec les sous-espèces traditionnellement reconnues, d'après l'ADN mitochondrial, 2009.

Une analyse basée sur les variations de l'ADN mitochondrial et l'ARN ont montré que la variation génétique entre les populations du Tigre existe mais est plus faible que celle du guépard par exemple. Toutefois, on peut différencier les sous-espèces en effectuant un test sur les microsatellites : dix-sept tigres captifs aux origines inconnues ont pu ainsi être « classés » dans la bonne sous-espèce. Cette méthode peut aussi permettre d'identifier des tigres issus de l'hybridation entre deux sous-espèces.
L'espèce Panthera tigris comprenait traditionnellement huit sous-espèces différentes ; toutefois, en 2004, une étude menée sur trois marqueurs génétiques différents de 130 individus a révélé une nouvelle sous-espèce, le Tigre de Malaisie (Panthera tigris jacksoni). La classification à neuf sous-espèces a été adoptée par l'UICN en 2008 puis par des fondations de protection du Tigre comme Save the tiger fund ou 21st Century Tiger. Cet ajout de sous-espèce s'accompagne d'un changement d'auteur (de Linné à Mazák). La base de données NCBI ne reconnait quant à elle que les six sous-espèces encore vivantes et celle du SITI est restée au modèle à huit sous-espèces.

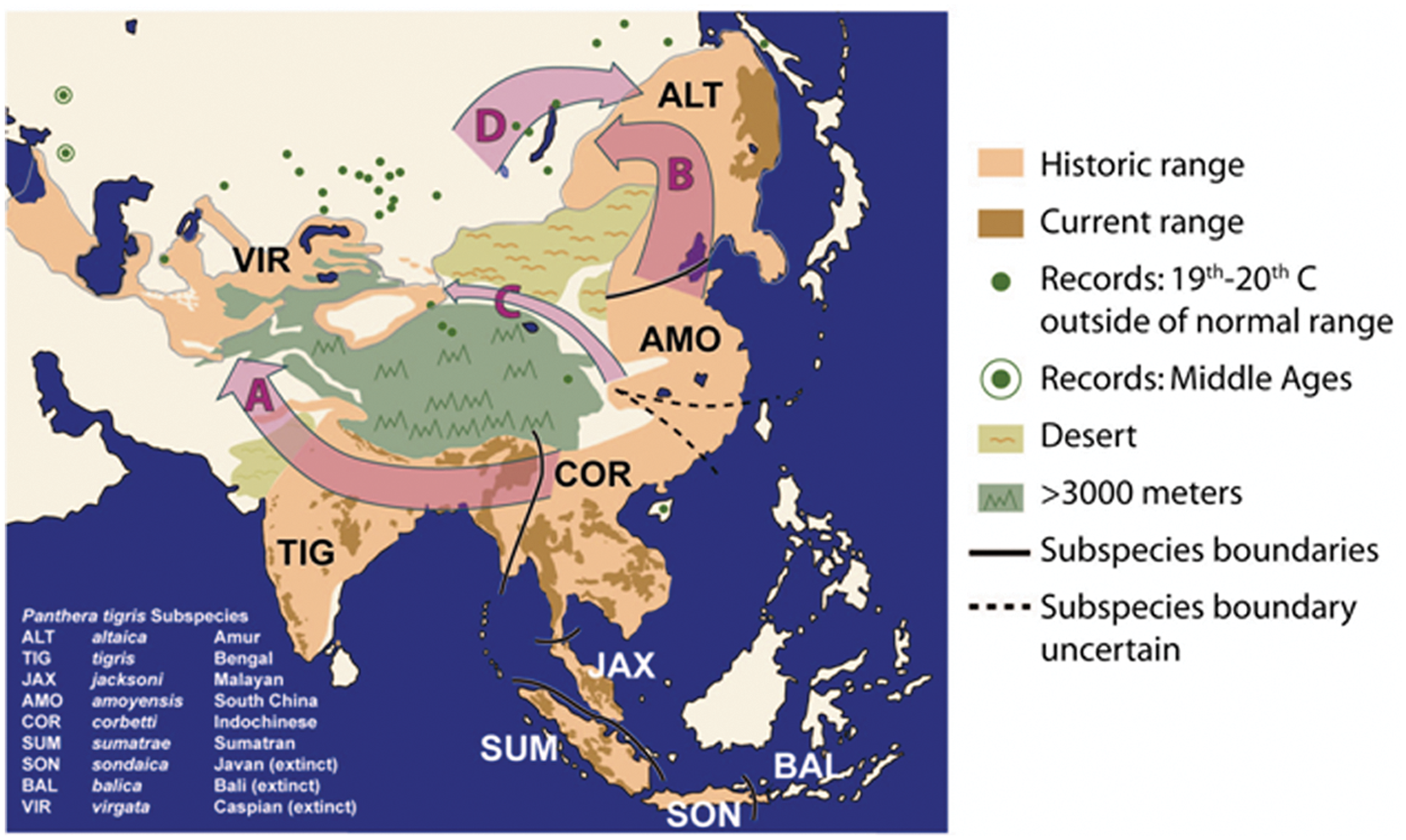
Répartition originale des Tigres au XIXe siècle (en orange), et incursions répertoriées aux s (points verts). Les flèches représentent plusieurs hypothèses de voies de colonisation pour expliquer l'origine du Tigre de la Caspienne et du Tigre de Sibérie. Les routes A et B, qui étaient les plus intuitives au départ, ont été invalidées par les donnés génétiques, tandis que les routes C et D sont désormais les plus probables.

En 2009, une étude a été menée sur les haplotypes d'ADN mitochondrial de vingt spécimens sauvages de tigre de la Caspienne (Panthera tigris virgata) issus des collections des muséums, ce qui a permis de la comparer aux autres sous-espèces de Tigres. Cela a permis de montrer que le Tigre de la Caspienne est en réalité très proche du Tigre de Sibérie (Panthera tigris altaica) et que ces deux sous-espèces n'en forment en réalité qu'une seule (les auteurs proposent de les rassembler en une seule sous-espèce). Le plus proche ancêtre commun de ces deux populations date de moins de 10 000 ans. Se basant sur des analyses phylogéographiques, les auteurs ont tenté de reconstituer les voies de colonisations des Tigres en Asie. Ils supposent que des individus proches de l'actuel tigre d'Indochine (Panthera tigris corbetti) seraient partis du sud de la Chine et auraient colonisé l'Asie centrale en passant par le corridor du Gansu, évoluant ensuite en Asie centrale pour devenir le tigre de la Caspienne. Puis beaucoup plus récemment, les tigres d'Asie centrale (devenu le tigre de la Caspienne) auraient traversé le sud de la Sibérie pour engendrer les populations du Tigre de Sibérie en Extrême-Orient russe et en Chine du Nord. Le Tigre de Sibérie est en effet très proche du Tigre de la Caspienne, alors qu'il est morphologiquement et génétiquement très différent du Tigre de Chine méridionale (Panthera tigris amoyensis) qui bordait son aire de répartition juste au sud aux temps modernes. Or de nombreuses incursions de Tigres ont été notées en Sibérie aux XIXe et XXe siècles dans une vaste zone située entre les aires de répartition connues du Tigre de la Caspienne et du Tigre de Sibérie à l'époque, montrant la grande mobilité et la capacité de colonisation à longue distance de l'espèce, et que même aux temps modernes une liaison des aires et des flux génétiques était encore possible entre ces deux populations. Ces donnés génétiques montrent ainsi que le Tigre de la Caspienne, autrefois présent de l'Iran au Caucase et en Asie centrale, n'est pas venu de l'Inde comme on aurait pu le penser, et que, par ailleurs, le Tigre de Sibérie ne provient pas de Chine, juste au sud, mais provient plus lointainement d'Asie centrale et est issu du Tigre de la Caspienne à une époque relativement récente.
On considère généralement que le Tigre de Chine méridionale (Panthera tigris amoyensis) est la sous-espèce la plus différenciée des autres, et peut-être la plus proche de l'ancêtre commun.

#### Le tigre en tant que deux sous-espèces
La validité de plusieurs sous-espèces de tigres fut remise en question en 1999. La plupart des sous-espèces supposées, décrites aux XIXe et XXe siècles, étaient décrites et distinguées les unes des autres sur la base de la longueur et de la coloration du pelage, des motifs de rayures et de la taille corporelle, des caractéristiques qui varient fortement au sein des populations. Sur le plan morphologique, les tigres de différentes régions présentent peu de variations, et un flux génétique entre les populations de ces régions semble avoir été possible durant le Pléistocène.  C’est pourquoi, il a donc été proposé de réduire davantage le nombre de sous-espèces  et ne reconnaître que deux entités valides : Panthera tigris tigris en Asie continentale, et Pantgera tigris sondaica dans les grandes îles de la Sonde, et possiblement dans le Sundaland,.
En 2015, des caractères morphologiques, écologiques et moléculaires de toutes les sous-espèces supposées de tigres furent analysés conjointement. Les résultats ont confirmé la distinction de deux groupes évolutifs : les tigres continentaux et ceux de la Sonde. Les auteurs ont alors proposé de ne reconnaître que deux sous-espèces :
- P. t. tigris, regroupant les populations de tigres du Bengale, de Malaisie, d’Indochine, de Chine méridionale, de Sibérie et de la mer Caspienne ;
- P. t. sondaica, regroupant les tigres de Java, de Bali et de Sumatra[13].

En 2017, le Cat Specialist Group a révisé la taxonomie des félidés et reconnaît désormais toutes les populations continentales de tigres comme appartenant à la sous-espèce P. t. tigris.